# Plagiochila guevarii
Plagiochila guevarii là một loài rêu tản trong họ Plagiochilaceae. Loài này được H. Rob. miêu tả khoa học lần đầu tiên năm 1967.